# Massacro di Kalavryta
Il Massacro di Kalavryta (in greco: Σφαγή των Καλαβρύτων), chiamato anche Olocausto di Kalavryta (in greco: Ολοκαύτωμα των Καλαβρύτων) è il nome dato alla distruzione della città di Kalavryta, al tempo sotto occupazione tedesca, e al quasi totale sterminio della sua popolazione maschile da parte della 117ª divisione Jäger il 13 dicembre 1943, durante la Seconda guerra mondiale.

## Storia

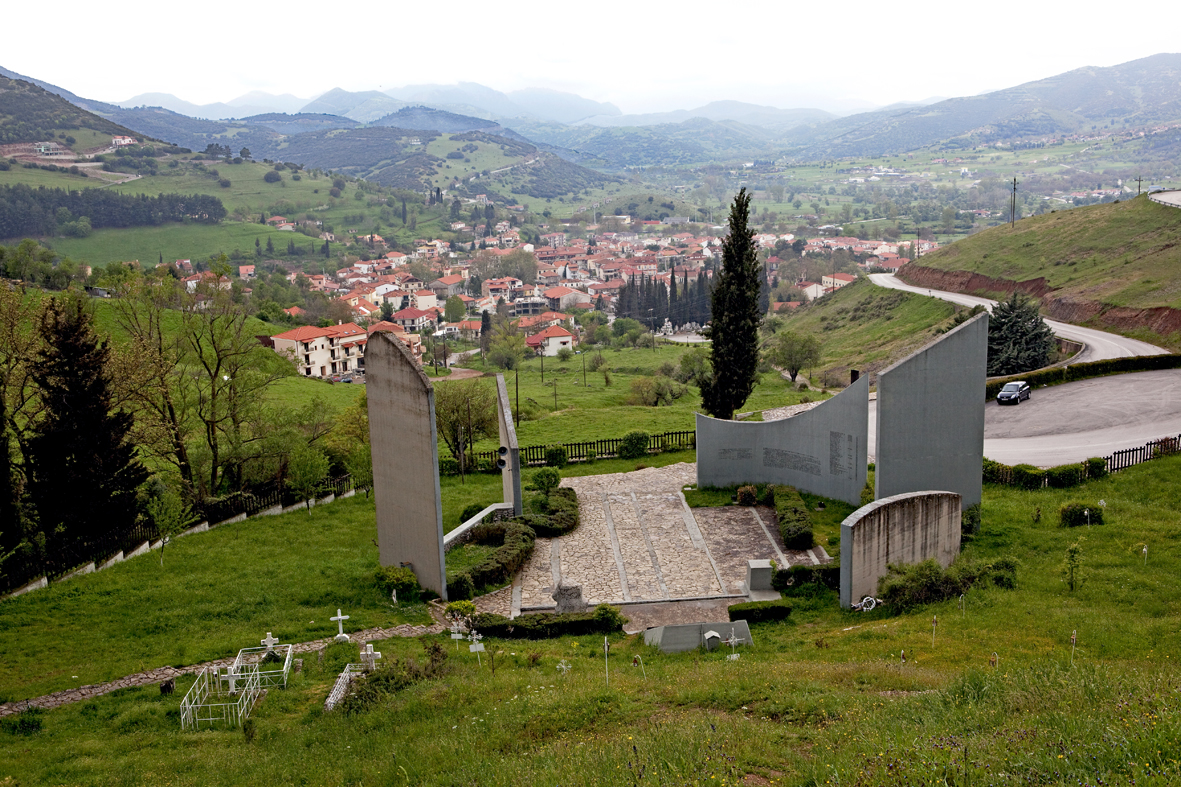
Vista del memoriale di Kalavryta. Si può vedere la città sullo sfondo

All'inizio del mese di dicembre 1943 la 117ª divisione Jäger dell'esercito tedesco iniziò la missione chiamata Unternehmen Kalavryta (lett. "Operazione Kalavryta"), che consisteva nel circondare i combattenti della Resistenza greca nell'area montuosa situata intorno alla città di Kalavryta. Durante l'operazione furono giustiziati settantotto soldati tedeschi, imprigionati dai guerriglieri ad ottobre. In risposta, il comandante della divisione tedesca Karl von Le Suire ordinò personalmente «misure più severe» — ovvero l'uccisione della popolazione maschile di Kalavryta — il 10 dicembre 1943.
L'Operazione Kalavryta partì da sei città: Patrasso, Aigio e Corinto dal Golfo di Corinto, e Argos, Pyrgos e Tripoli dal Peloponneso centrale. Tutti i "gruppi di battaglia" erano diretti verso la città, sebbene le divisioni di Pyrgos, Argos e Corinto si ritirarono poco dopo. Le truppe della Wehrmacht bruciarono villaggi, monasteri e spararono ai civili. Le truppe tedesche raggiunsero Kalavryta il 9 dicembre; quattro giorni dopo, il 13 dicembre, radunarono tutti gli abitanti della città e li costrinsero ad entrare in un edificio scolastico, dove separarono gli uomini dalle donne e dai bambini. Gli uomini furono poi spostati in un campo di proprietà di Thanasis Kappis, un insegnante scolastico, che dava sulla città. Dopo averla saccheggiata e incendiata, le truppe tedesche hanno fucilato gli uomini: quattrocentotrentotto individui morirono, mentre in tredici sopravvissero nascondendosi sotto i corpi dei morti. Anche le truppe austriache fecero parte del contingente.
L'ordine successivo fu quello di bloccare le donne e i bambini riuniti nella scuola elementare: dopo averlo fatto, le truppe hanno dato fuoco all'edificio. Un soldato austriaco disubbidì agli ordini, aprendo una porta per far scappare le vittime; successivamente fu giustiziato per tradimento. Tuttavia, le donne e i bambini fuggirono con successo. Il giorno successivo le truppe tedesche diedero fuoco al monastero di Agia Lavra, un simbolo della guerra d'indipendenza greca.
Durante l'Operazione furono uccisi in totale seicentonovantatré civili. Ventotto comunità — città, villaggi, monasteri e insediamenti — furono distrutte. Nella stessa città di Kalavryta furono saccheggiate e bruciate circa mille case e più di duemila capi di bestiame furono catturati dai tedeschi.
È presente un sito di commemorazione, Piazza del Sacrificio, dove le vittime vengono ricordate ogni dicembre. Il 18 aprile 2000 il presidente tedesco Johannes Rau visitò Kalavryta ed espresse vergogna e dolore per la tragedia.

## Nell'arte
- Requiem (1984) di Mikīs Theodōrakīs è dedicata ai «morti del massacro di Kalavryta»[8]
- Kalavrita des mille Antigone, poema in prosa di Charlotte Delbo